# Rybí kostra (tkanina)

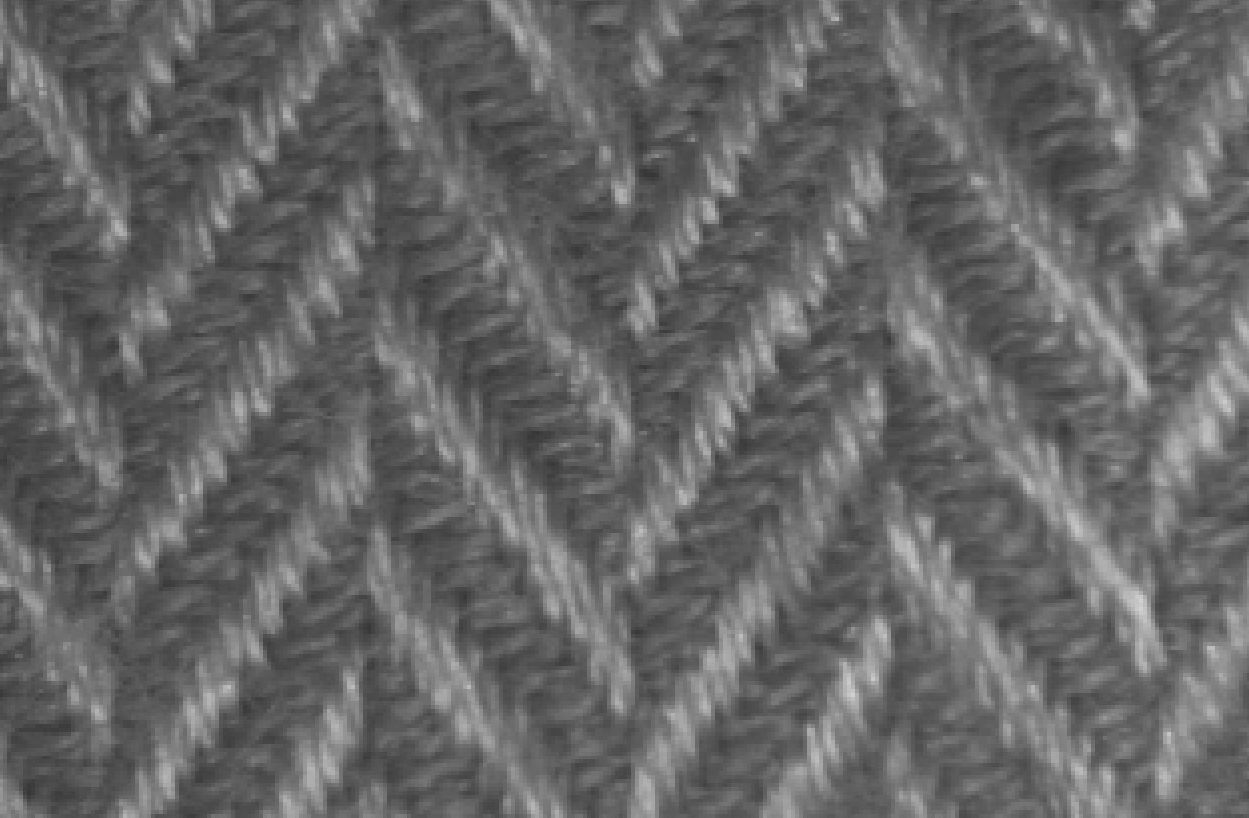
Rybí kostra na bavlněné tkanině z roku 2004 (asi 10 x zvětšeno)

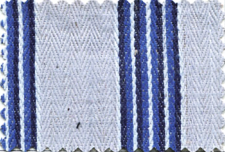
Vzorek tkaniny z roku 1933

Rybí kostra (angl.: herringbone pattern, něm.: Fischgratmuster) je vzor tkaniny s lomeným řádkováním, které vzniká střídáním směru dvojitého kepru.
Vazbou se na tkanině tvoří proužky (rayé), v závislosti na módě 1–3 cm široké, kontrast se obvykle zdůrazňuje použitím osnovních a útkových nití v rozdílných barvách. Barevné efekty nebo odstínování se dá dosáhnout také kombinací s panamovou vazbou.
Tkaniny s rybí kostrou se vyrábí z vlněných, bavlněných a směsových přízí polyester/viskóza.
Běžně se tkaniny s rybí kostrou používají na pláště, obleky, kostýmy, košile aj. 
Méně známé je použití rybí kostry na sisalových kobercích , na punčochovém zboží  a na zátažných pleteninách s jemně členitým žakárovým vzorováním (viz Holthaus).
Pro rybí kostru se používá také starší označení fiškret (z německého Fischgrät) nebo stromkový kepr.